# Mythozoum
Mythozoum is een kevergeslacht uit de familie van de boktorren (Cerambycidae). De wetenschappelijke naam van het geslacht werd voor het eerst geldig gepubliceerd in 1878 door Thomson.

## Soorten
Mythozoum omvat de volgende soorten:
- Mythozoum antennatum Quentin & Villiers, 1979
- Mythozoum orientalis Quentin & Villiers, 1979
- Mythozoum somaliensis (Villiers, 1972)
- Mythozoum ustulatum Thomson, 1878
- Mythozoum variabile Quentin & Villiers, 1979